# جيرالد أوستين
جيرالد أوستين (14 مارس 1875 في نيوزيلندا - 14 أكتوبر 1959) (بالإنجليزية: Gerald Austin)‏ هو لاعب كريكت نيوزلندي.

## وصلات خارجية
- جيرالد أوستين على موقع إي آس بي آن كريك إنفو (الإنجليزية)